# Орион (компания)
Группа компаний «Орион» — региональный оператор, осуществляющий вещание на территории Сибирского федерального округа.

## История компании
- История «Орион Экспресс» начинается с компании Stargate TV, которая была создана в ноябре 2005 года. Компания Stargate TV — агрегатор телевизионного контента, предоставляющий услуги по дистрибуции пакета цифровых телеканалов сети кабельных операторов.[1]

- В конце 2006 года у компании появился новый акционер — московский системный интегратор «Телеком-Экспресс», который специализируется на построении инфраструктуры для операторов связи. В то же время было принято стратегическое решение о начале собственного спутникового телевещания под новым именем — «Орион Экспресс».[2]

- 16 июля 2007 года — началось вещание спутникового телевидения «Восточный Экспресс» через спутники Экспресс AM3 (140° восточной долготы) и Экспресс AM2 (80 восточной долготы).[3]

- 29 апреля 2008 года — компанию «Орион Экспресс» возглавила Алина Куракина.[4]

- В октябре 2008 года налажено вещание спутникового телевидения «Восточный Экспресс» на спутнике «Экспресс-AM3» для Сибири и Дальнего Востока.[5]

- 3 февраля 2009 — произошла смена логотипа и дизайна компании «Орион Экспресс».[6]

- 23 сентября 2009 года «Орион Экспресс» начинает предоставлять услуги спутникового Интернета совместно с компанией HeliosNet.[7]

- C 2010 года «Орион Экспресс» начинает предоставлять услуги под торговой маркой «Континент ТВ». Вещание ведется со спутника Intelsat 15°.[8]

- В феврале 2010 года компания награждена специальным призом II Национальной премии в области многоканального цифрового ТВ «Большая цифра» за развитие регионального спутникового вещания.[9]

- Совместно с компанией New Media началась работа над созданием трех собственных телеканалов «Орион Экспресс» — «Успех», «Загородная жизнь», «Мужской: охота, рыбалка, авто». В 2011 году телеканал «Загородная жизнь» стал лауреатом III Национальной Премии в области многоканального цифрового телевидения «Большая цифра» в категории «Новое российское телевидение». В тот же период телеканал «Успех» отмечен призом Оргкомитета премии «Золотой Луч». Проект «Континент ТВ» награждён специальным призом Оргкомитета «Большой цифры» за развитие российского рынка спутникового ТВ.[10]

- В сентябре 2011 года заключен контракт с компанией Intelsat о перемещении спутника Horizons 2 в точку 85° гр. в. д.[11]

- Октябрь 2012 — спутник Horizons 2 в орбитальной позиции 85° гр. в. д. пополнил спутниковую группировку «Орион Экспресс».[12]

- 12 декабря 2012 года подключен миллионный абонент «Орион Экспресс».[13]

- В 2015 году спутниковое телевидение «Телекарта» признано россиянами лучшим спутниковым телевидением по результатам голосования в национальной премии народного доверия «Марка № 1 в России — 2015».[14]

- В 2015 году «Орион» представил мобильное приложение для абонентов «Телекарты».[15]

- В июне 2016 года «Орион» получил премию «Права потребителей и качество обслуживания» в номинации «Услуги для бизнеса». В октябре 2016 «Орион» стал лауреатом премии «Лучшее для жизни», в рамках которой спутниковое телевидение «Телекарта» назвали «Лучшим спутниковым телевидением для жизни».[16]

- В 2017 году подключено более 3,075 млн абонентов.[17]

- 6 декабря 2017 года «Орион» и Humax Electronics объявили о стратегическом партнерстве.[18]

- В 2018 году федеральный спутниковый оператор «Орион» полностью обновил базовую линейку пакетов. В их число теперь входят пакеты «Мастер», «Премьер», «Лидер» и «Пионер».[19]

- В январе 2018 года ГК «Орион» стала лауреатом премии «Большая цифра» в недавно введенной номинации «Лучшее решение для телеканалов».[20]

- В апреле 2018 года контактный центр ГК «Орион» — «Орион Коннект» удостоился высокого одобрения экспертного жюри Международной премии за лучший клиентский опыт Customer eXperience Awards Russia. Награда присуждена в номинации «Лучший контактный центр».[21]

- В апреле 2018 года DTH-проект, который федеральный спутниковый оператор «Орион» реализует по всей стране под брендом «Телекарта», признан важной составляющей инфраструктуры удаленных территорий в рамках ежегодной премии «Развитие регионов. Лучшее для России». Награда присуждена в номинации «Интернет. Связь. Телекоммуникации»[22].

- В феврале 2018 года ГК «Орион» и Sony Pictures Television заключили соглашение о сотрудничестве. Федеральный спутниковый оператор «Орион» стал ключевым техническим партнером Sony Pictures Television Networks в Российской Федерации. Компания обеспечила доставку телевизионного сигнала из штаб-квартиры телевещателя (Лондон) до территории России, подъём на спутник и распространение телеканалов Sony Pictures Television Networks в пакетах спутникового телевидения «Телекарта», а также — в пакетах операторов кабельных сетей.[23]

- В сентябре 2018 года Группа компаний «Орион» стала лауреатом ежегодной премии «Права потребителей и качество обслуживания» в категории «Розничные услуги»/номинация «Лучшее платное телевидение». Экспертное жюри высоко оценило качество услуг, которые оператор оказывает миллионам абонентов по всей стране под брендом «Телекарта».[24]

- В октябре 2018 года «Орион» вошел в ТОП-20 крупнейших телекоммуникационных компаний России по версии агентства CNEWS Analytics.[25]

- В январе 2019 года группа компаний «Орион» впервые в России организовала спутниковую трансляцию сигнала в формате 8К. Экспериментальный проект «Собственная среда 8К» был представлен профессиональному сообществу в рамках выставки CSTB Telecom&Media 2019.[26]

- В 2022 году «Телекарта» перевела вещание своих каналов со спутников «Intelsat-15» и «Horizons-2» на спутник «Экспресс-80». При этом абоненты были вынуждены переюстировать свои спутниковые антенны получив за это компенсацию от Телекарты 2000 рублей и пожизненную скидку на тариф.

## Собственная дилерская сеть
- Дистрибуция оборудования осуществляется через собственную дилерскую сеть «Ориона», представленную 19 региональными подразделениями.[27]

## Коммерческие показатели
- Начиная с 2015 года, ГК «Орион» регулярно предоставляет публичные данные о количестве абонентов, совокупном объёме поступлений и среднем чеке с абонента (ARPU).[28]

| Год  | Количество подключений | Совокупный объём поступлений | ARPU                                                                    |
| ---- | ---------------------- | ---------------------------- | ----------------------------------------------------------------------- |
| 2014 | 2 580 000              | 3 340 000 000 руб.           | Не учитывался.                                                          |
| 2015 | 2 800 000              | 3 380 000 000 руб.           | 83 рубля для бюджетного и 254 рубля для среднеценового пакета.          |
| 2016 | 2 953 000              | 3 350 000 000 руб.           | 103 рубля для бюджетного и 277 рублей для среднеценового пакета.        |
| 2017 | 3 075 400              | 3 350 000 000 руб.           | 104 рубля для бюджетного пакета и 290 рублей для среднеценового пакета. |
| 2018 | 3 142 500              | 3 303 422 000 руб.           | 109 рублей для бюджетного и 288 рублей для среднеценового пакета.       |